# Geocapromys brownii
Geocapromys brownii là một loài động vật có vú trong họ Capromyidae, bộ Gặm nhấm. Loài này được Fischer mô tả năm 1830.

## Hình ảnh

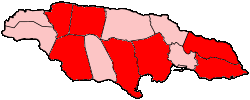